# Château de Jouillat
Le château de Jouillat est situé à Jouillat dans le département de la Creuse et la région Nouvelle-Aquitaine. 
Le château est inscrit à l'inventaire supplémentaire des Monuments historiques depuis le 15 juin 1926.

## Historique
Le château de Jouillat date du XIVe siècle. C'était initialement une simple tour de défense militaire et non pas un château seigneurial, comme en témoigne son escalier en vis inversé. Cette tour aurait eu pour vocation de protéger deux châteaux.
Cette tour a ensuite connu une période d'abandon au cours de laquelle de nombreuses pierres ont été enlevées par les paysans pour construire leurs habitations. Les cheminées ont alors disparu.
Il a été réhabilité en habitation au XIXe siècle. Les plateaux constituant les trois niveaux ont alors été divisés pour créer des pièces à vivre et les cheminées ont été reconstruites anachroniquement, façon XIXe. Depuis la fin du XIXe siècle, les piles de son portail sont surmontées de deux statues figurant chacune un lion mangeant un homme. Ces sculptures viennent du château de Bretouilly situé également sur la commune.
Le château est aujourd'hui privé et ne se visite pas sauf pendant les journées du patrimoine.
Les premiers propriétaires connus dans les ouvrages historiques sont les Seigneurs de Chamborant. « En 1497, le jugement d’un procès engagé par Imbert de Chamborant permet à Pierre de Chamborant d’acquérir les terres de Jouillat « château et manoir » ainsi que les villages de Soullat et de Peschedouères.  Ce procès avait été intenté en 1490 par Imbert de Chamborant, oncle de Pierre de chamborant contre le Baron Pierre DE BRION ».  Ce jugement est noté dans le second volume des extraits de registres du Parlement d’André du Chesne coté A.fol 286 & 300. Il semble fort probable que ces biens aient été donnés à un ascendant de Pierre de Brion, seigneur de Sainte-Sévère, Pérouse, Huriel et Genouillac, par sa belle-sœur la Baronne Marguerite de Malval épouse  de Pierre II de Brosse. 
1490
Baron Pierre DE BRION  (1430-1498) Petit-fils de Marguerite Malval et Pierre II de BROSSE.
1497
Imbert de Chamborant (?- ?) (Décédé à la fin du procès. Son neveu en hérite)
1497
Pierre de Chamborant (?- ?) Marié le 8 septembre 1481 avec Souveraine DE CHAMBORANT.
 ? - Martin de Chamborant (1482 - ?)  marié à Honorée Bertrand en 1510. 
? - Marguerite de Chamborant (?- ?) mariée à François Du Peiroux le 24 octobre 1548.
1587
Le 1er octobre Marguerite de Chamborant épouse Etienne Faure achète le château ensemble pour le prix de 750 écus sol.
1616
Le 20 juin - Guillaume D’Aubusson  marié à Louise de la Trémoille  héritent par testament du 20 juin 1616.  (Il est le petit-fils de Marguerite DE CHAMBORANT)
1658
Louis de Boéry (?-1695) Marié le 14 décembre 1651 à Guéret avec Marie DISSANDES.
(Louis DE BOERY achète de Boisfranc.
1696
 Saisie du château.
1700
Le 21 mars Marguerite DE LA SEIGLIÈRE ( ? – 1714) (Veuve Denys GEDOIN achète le château en adjudication pour 30500 livres. Dans l’acte notarié d’achat on parle de mais de tours et non d’un château)
1714
Denys Michel de Montboisier-Beaufort-Canillac (1695–1760) (Mousquetaire noir des Roi Louis XIV et Louis XV petit fils de Marguerite DE LA SEIGLIERE cité ci-dessus. D’après beaucoup documents d’archives sur les réparations demandées par le Marquis, toiture du château et quelques remises à neuf des bâtiments, moulins, granges etc. il est fort probable que l’architecture du château tel que nous la connaissons aujourd’hui a été construite entre 1714 et 1733.
1733
François De Madot (1671-1753) achète le château fin 1733.
(Évêque et comte de Chalons sur Saône, confident de Madame DE MAINTENON, correspondance publiée par BOSSUET)
1739
Sylvain Louis Antoine DE MADOT (1696-1753)
(Trésorier du Roy à Moulins, neveu de François DE MADOT cité ci-dessus)
1753
Henry DE MADOT (1729-1764) 
(Lieutenant Général de la Sénéchaussée de Guéret, Fils de Sylvain Louis Antoine DE MADOT cité ci-dessus)
1764
Marie-Marguerite de Préaulx (1744-1783)
(Epouse d’Henry DE MADOT cité ci-dessus)
1783
Marie Josèphe DE MADOT (1760-1784)
(Fille de Henry DE MADOT et de Marie-Marguerite de Préaulx)
1784
Jean-Baptiste LE GROING (1749-1817)
(Mari de Marie Josèphe DE MADOT citée ci-dessus)
1785
Le 15 avril  Anne Marie LEJEUNE (1727-1796) (veuve de Jean Antoine GARAUD)        Marie Anne LEJEUNE et son fils Philippe Thomas cité ci-dessous, demandent leur radiation de la liste des suspects comme émigrés vers 1793)
1796
Philippe Thomas GARAUD (1769- 1816)
(Fils de Marie-Anne LEJEUNE, veuve GARAUD.  Il a une sœur Geneviève)            
1816
Le 29 septembre - Marguerite Alexandrine GODEAU d’ABLOUX 
(Marguerite Alexandrine GODEAU d’ABLOUX est la veuve de Philippe Thomas GARAUD mère de Claire, Eugène et Agatha ci-dessous)
1824
23 décembre - Claire et Agatha GARAUD, mariée à GODEAU d’Entraigues         (Par abandon des droits à la succession de Marie Alexandrine Godeau d’ABLOUX, au profit de ses enfants Claire, Eugène et Agatha. (Acte du 23 décembre 1824 chez Maître POLIER)
1826
28 février et 2 mars - Pierre et François LAMOUREUX et Jean et autre Jean DUFOUR
1833
Jean Baptiste DESHERAUD (1797 - 1877)
 (Marchand de tabacs, buraliste, célibataire)
1877-1878
4 Déc 1877 ou 7 janv 1878 -  Thérèse DESHERAUD (14 messidor an 8). 
(Thérèse DESHERAUD, non décédée à Jouillat, est sœur et seule héritière de son frère Jean Baptiste, et veuve d’Antoine Pierre SIMONNET ((20 avril 1789-14 février 1861) demeure Boulevard Magenta à Paris en 1886)
1886
Le 13 Août - Joseph Louis Léopold CHASSINAT (1842 –1890)
(Acte de vente du 13 août 1886 chez Maître GALLERAND)
(Conseiller de préfecture à Guéret. Il rédige un testament le 6 mai 1889 chez Maître GALLERAND, révoqué par lui-même le 6 mai 1890.
Un inventaire est établi du 5 au 8 Août 1890 par Maître GALLERAND, sur le château et une habitation rue du Prat à Guéret)
1890
Le 26 décembre -  Joseph Raoul CHASSINAT son père et Joseph Edmond CHASSINAT son frère, par acte de succession (hypothèques)
Joseph Raoul, père de Joseph Louis Léopold, est docteur en médecine à Toulouse et ex-vice consul de Russie.
Joseph Edmond Lucien, frère de Joseph Louis Léopold est inspecteur adjoint des forêts, demeurant à Toulouse
1891
Le 5 Août - Pierre DUFOUR (1848-1930) par acte de vente du 5 août chez Maître Gallerand
(Pierre DUFOUR est  propriétaire cultivateur demeurant au bourg de Jouillat
Pierre DUFOUR est fils de Alexis DUFOUR (1815-5 mai 1883) et Silvaine GLOMOT, veuf à son décès de Marie Mazeaud)
1930
Le 27 novembre - Alexis DUFOUR (1875-1949) par donation ou succession ou partage du 27 novembre 1930. (Médecin de marine, puis à Guéret, nombreuses décorations Légion d’Honneur.
Alexis Mazaud DUFOUR est fils de Pierre DUFOUR et Marie MAZAUD)             
1945
Jean Félix CHEVEREAU (1897- ?) marié avec Adèle PARRAIN
1993 - Jacques CHEVEREAU, fils d'Adèle Parrain
2017
Famille CHEVEREAU
Donation-partage en avril 1996 à ses 4 enfants : Christophe, Stéphane, Raphaële  et Mathias, actuellement propriétaires du château en 2017.

## Architecture
Il est atypique avec sa construction en un seul donjon et son important volume de base rectangulaire. Le donjon est immédiatement protégé avec quatre tours d'angles rondes. Il est couronné de mâchicoulis crénelés, situés sous un chemin de ronde.